# Petit Col Ferret

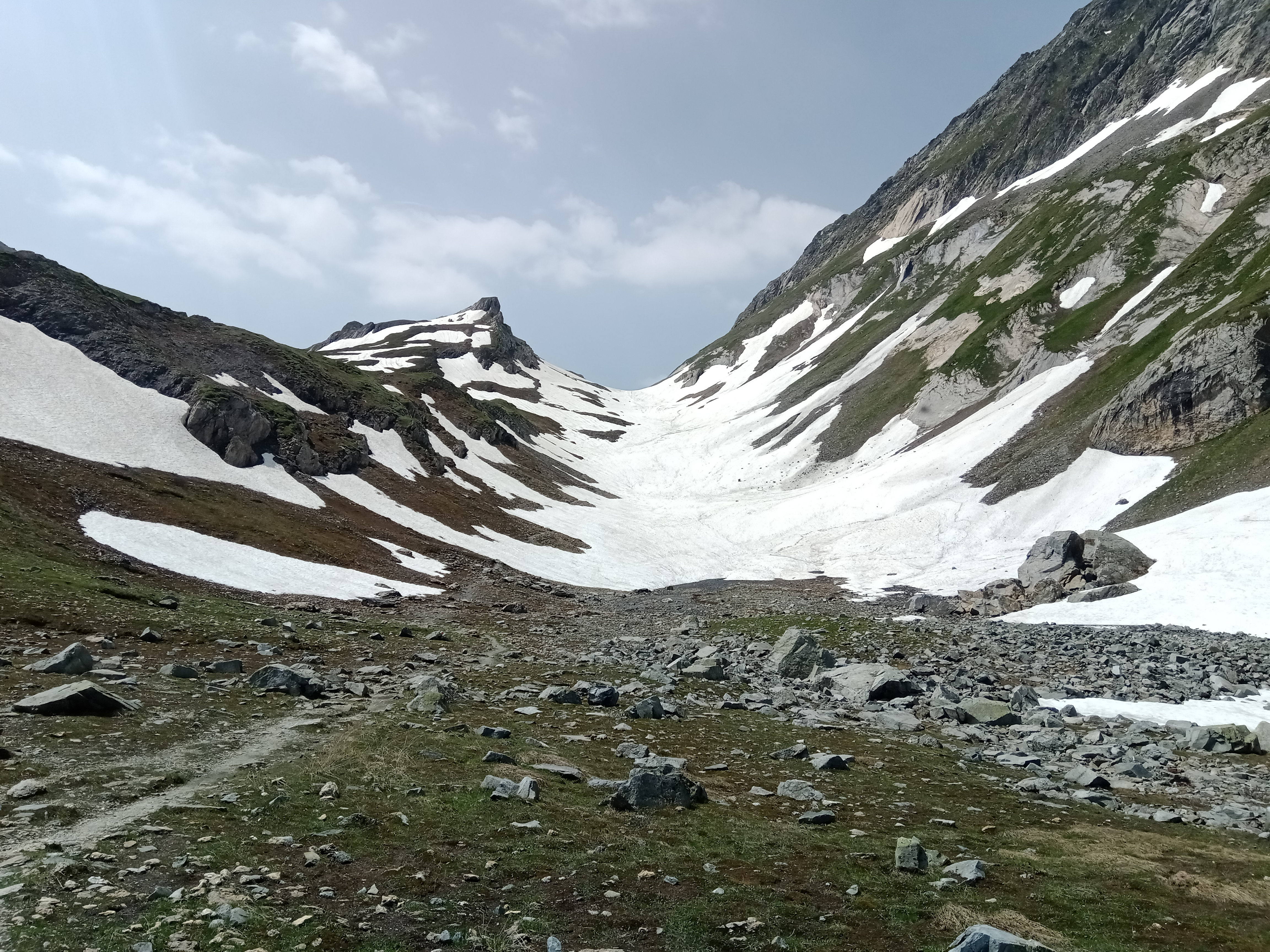
Der Petit col Ferret von der Combe des Fonds aus

Der  Petit Col Ferret  ist ein 2486 m ü. M. hoher Saumpass auf der Grenze zwischen dem italienischen Aostatal im Westen und dem Schweizer Kanton Wallis im Osten. Der Pass verbindet das italienische Val Ferret mit dem schweizerischen Val Ferret. Der Pass liegt auf dem Alpenhauptkamm und trennt das Mont-Blanc-Massiv von den Walliser Alpen. Südlich des Passes, getrennt durch den Tête de Ferret liegt der bekanntere 2536 m ü. M. hohe Grand Col Ferret.
Der Pass liegt am Zugangsweg zum Bivacco Fiorio, eine unbewirtschaftete Biwakhütte des Club Alpino Accademico Italiano CAAI, die als Stützpunkt für Aufstiege und Wanderungen rund um den Pré de Bar-Gletscher genutzt werden kann. Sowohl die Zugänge aus Italien als auch aus der Schweiz sind anspruchsvoller als die zum Grand Col Ferret.